# 麟壽
麟壽（？—？），镶红旗人，清朝政治人物。
同治五年，擔任廣東廣州府永安縣知縣（現紫金縣知縣）。后由陽景霽接任。